# Кілауеа (Гаваї)
Кілауеа (англ. Kilauea) — переписна місцевість (CDP) в США, в окрузі Кауаї штату Гаваї. Населення — 3014 особи (2020).

## Географія
Кілауеа розташована за координатами 22°12′42″ пн. ш. 159°24′0″ зх. д. / 22.21167° пн. ш. 159.40000° зх. д. (22.211803, -159.400095).  За даними Бюро перепису населення США в 2010 році переписна місцевість мала площу 13,61 км², з яких 12,83 км² — суходіл та 0,78 км² — водойми.

### Клімат
Громада знаходиться у зоні, котра характеризується вологим тропічним кліматом. Найтепліший місяць — вересень із середньою температурою 25.9 °C (78.6 °F). Найхолодніший місяць — лютий, із середньою температурою 21.9 °С (71.5 °F).
| Клімат Кілауеа          | Клімат Кілауеа | Клімат Кілауеа | Клімат Кілауеа | Клімат Кілауеа | Клімат Кілауеа | Клімат Кілауеа | Клімат Кілауеа | Клімат Кілауеа | Клімат Кілауеа | Клімат Кілауеа | Клімат Кілауеа | Клімат Кілауеа | Клімат Кілауеа |
| Показник                | Січ.           | Лют.           | Бер.           | Квіт.          | Трав.          | Черв.          | Лип.           | Серп.          | Вер.           | Жовт.          | Лист.          | Груд.          | Рік            |
| Абсолютний максимум, °C | 31,7           | 31,7           | 30,6           | 31,1           | 32,2           | 33,3           | 32,2           | 34,4           | 34,4           | 34,4           | 33,3           | 32,2           | 34,4           |
| Середній максимум, °C   | 25,8           | 25,3           | 25,2           | 25,7           | 26,7           | 27,9           | 28,5           | 28,9           | 29,2           | 28,6           | 27,1           | 25,9           | 27,1           |
| Середня температура, °C | 22,6           | 21,9           | 22,1           | 22,7           | 23,7           | 24,8           | 25,3           | 25,7           | 25,9           | 25,3           | 24,1           | 22,9           | 23,9           |
| Середній мінімум, °C    | 19,5           | 18,6           | 19,1           | 19,7           | 20,7           | 21,7           | 22,2           | 22,5           | 22,5           | 22             | 21             | 19,8           | 20,8           |
| Абсолютний мінімум, °C  | 12,2           | 8,3            | 12,2           | 14,4           | 14,4           | 15,6           | 15,6           | 17,2           | 18,3           | 16,1           | 15,6           | 8,9            | 8,3            |
| Норма опадів, мм        | 142            | 121            | 149            | 131            | 75             | 60             | 96             | 86             | 63             | 128            | 195            | 173            | 1420           |
| Днів з опадами          | 17             | 16             | 21             | 20             | 19             | 19             | 22             | 22             | 20             | 20             | 19             | 20             | 235            |
| ----------------------- | -------------- | -------------- | -------------- | -------------- | -------------- | -------------- | -------------- | -------------- | -------------- | -------------- | -------------- | -------------- | -------------- |
| Джерело: Weatherbase    |                |                |                |                |                |                |                |                |                |                |                |                |                |

## Демографія
Згідно з переписом 2010 року, у переписній місцевості мешкали 2803 особи в 958 домогосподарствах у складі 672 родин. Густота населення становила 206 осіб/км².  Було 1069 помешкань (79/км²).
Расовий склад населення:
| - 54,9 % — білих - 21,3 % — азіатів - 4,9 % — вихідців з тихоокеанських островів - 0,5 % — корінних американців - 0,5 % — чорних або афроамериканців - 1,5 % — осіб інших рас |

До двох чи більше рас належало 16,4 %. Частка іспаномовних становила 9,3 % від усіх жителів.
За віковим діапазоном населення розподілялося таким чином: 22,9 % — особи молодші 18 років, 67,8 % — особи у віці 18—64 років, 9,3 % — особи у віці 65 років та старші. Медіана віку мешканця становила 38,9 року. На 100 осіб жіночої статі у переписній місцевості припадало 104,0 чоловіків;  на 100 жінок у віці від 18 років та старших — 102,2 чоловіків також старших 18 років.
Середній дохід на одне домашнє господарство  становив 82 210 доларів США (медіана — 71 000), а середній дохід на одну сім'ю — 88 465 доларів (медіана — 72 708). Медіана доходів становила 41 311 долар для чоловіків та 36 985 доларів для жінок. За межею бідності перебувало 10,2 % осіб, у тому числі 10,0 % дітей у віці до 18 років та 9,8 % осіб у віці 65 років та старших.
Цивільне працевлаштоване населення становило 1754 особи. Основні галузі зайнятості: науковці, спеціалісти, менеджери — 21,6 %, мистецтво, розваги та відпочинок — 20,4 %, роздрібна торгівля — 12,2 %, освіта, охорона здоров'я та соціальна допомога — 11,2 %.